# 樱田义孝
樱田义孝（日语：桜田 義孝，1949年12月20日—）是日本自由民主党政治家，众议院议员，前2020年东京奥运会和残奥会擔當國務大臣、网络安全戰略本部擔當國務大臣。

## 事件

### 质询
在就任负责奥运会以及网络安全事务的国务大臣后，樱田因在接受质询时的“外行”发言遭到舆论质疑。2018年11月5日，在接受参议院议员莲舫质询时，樱田在整个问答环节手忙脚乱，失误连连，甚至将“1500亿日元”说成“1500日元”；在被问及如何当上奥运大臣时更坦言“我自己也不清楚为什么会被选中”。14日，在就网络安全问题接受众议院议员今井雅人质询时，樱田表示自己是“电脑盲”，甚至不清楚USB接口的用途，称USB是“就是要用的时候，好像就是要把它插到洞里去”。2019年4月9日，他在国会答辩中曾3次读错东日本大地震灾区宫城县石卷市的发音。

### 不当言论
2019年2月，日本游泳运动员池江璃花子因罹患白血病宣布退出国家队选拔，时任奥运大臣的樱田宣称“很失望”，引发争议。
2019年4月10日晚，樱田在东京出席自民党议员高橋比奈子的聚会时，发表了“比起（东日本大地震灾区）复兴，高桥更重要”的不当言论。樱田随后赶赴首相官邸向安倍晋三提出辞呈，表示自己的言论伤害了受灾民众的感情。

## 外部連結
- 官方网站